# Thomas Hitzlsperger

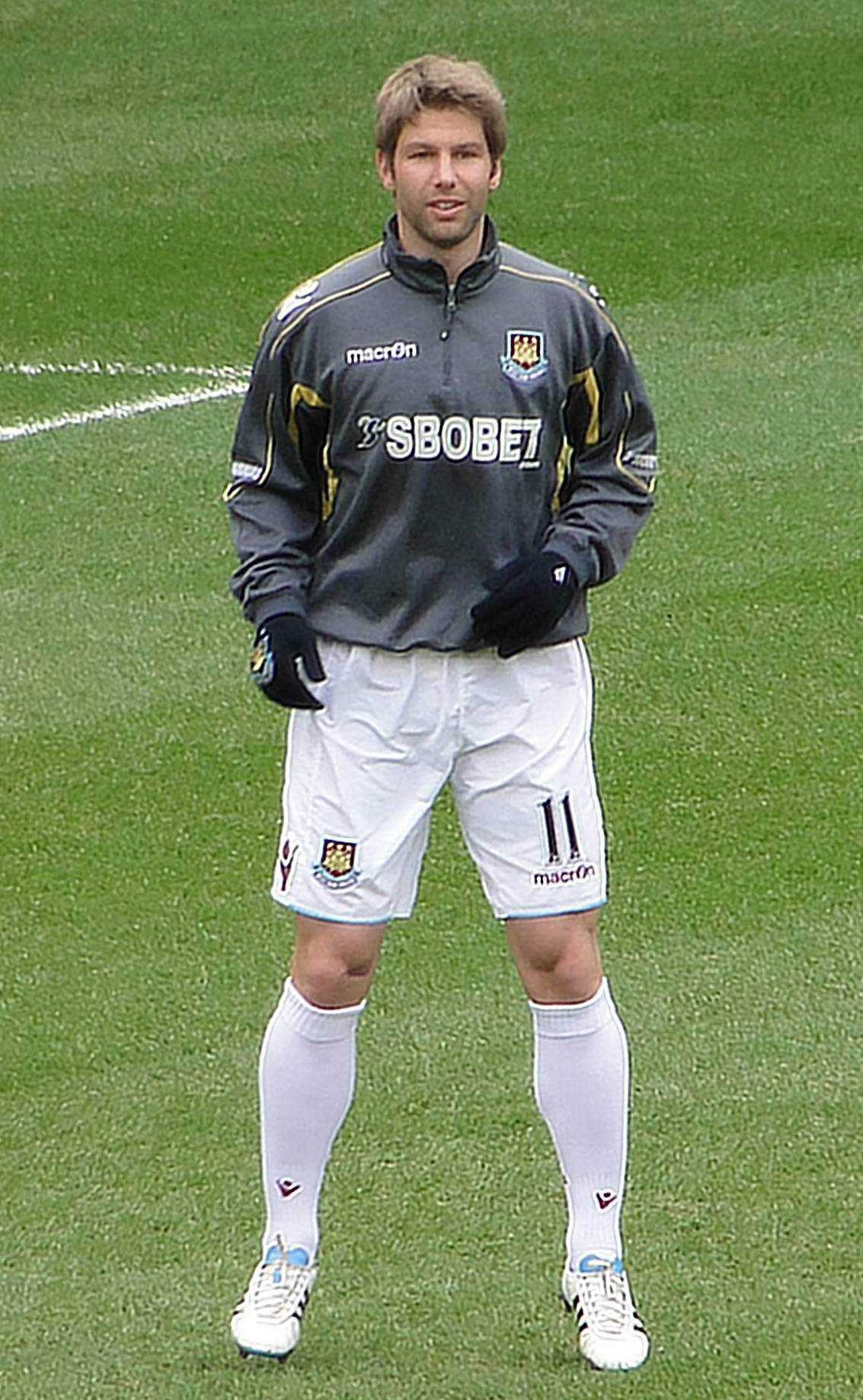
Thomas Hitzlsperger en mars 2011.

Thomas Hitzlsperger, né le 5 avril 1982 à Munich, est un footballeur international allemand retraité qui évoluait au poste de milieu de terrain, plus récemment à l'Everton FC.
Il fait ses débuts professionnels dans le championnat d'Angleterre sans avoir joué un seul match en Bundesliga. Révélé dans le club anglais d'Aston Villa, il dispute la Coupe des confédérations 2005, la Coupe du monde 2006 et l'Euro 2008 avec la Nationalmannschaft.

## Biographie

### En club
Fils d'un fermier bavarois, Thomas Hitzlsperger est formé au Bayern Munich où il évolue au sein des sélections de jeunes. En 2000, il est laissé libre par le club bavarois sans avoir commencé sa carrière professionnelle. Il rejoint alors le club anglais d'Aston Villa. Sa première saison est difficile : il ne participe qu'à un seul match et est même brièvement prêté au club de Chesterfield. L'arrivée de l'entraîneur Graham Taylor en 2002 va lui permettre progressivement de trouver une place au sein de l'équipe première. Il réussit à gagner la confiance du nouvel entraîneur et s'impose dans l'entrejeu de l'équipe anglaise. De 2002 à 2005, il se révèle comme l'un des meilleurs joueurs de l'équipe. Ses puissantes frappes de balle du pied gauche lui valent le surnom de der Hammer (the hammer : « le marteau ») de la part des supporters de Villa. Grâce à ses performances, il connaît ses premières sélections en équipe nationale d'Allemagne.
En 2005, il rejoint le VfB Stuttgart et fait ses débuts en Bundesliga. La saison suivante, il remporte un titre de champion d'Allemagne auquel il a largement contribué, disputant 30 matchs sur 34. Lors du dernier match de la saison, il inscrit même contre Energie Cottbus le but égalisateur qui donne le titre à Stuttgart (un match nul suffisait pour gagner le titre contre le deuxième Schalke 04). Nommé capitaine de l'équipe par Armin Veh au début de la saison 2008-2009, il est destitué de son brassard en novembre 2009 par Markus Babbel et relégué sur le banc de touche.
Hitzlsperger s'engage pour six mois à la Lazio Rome le 31 janvier 2010, puis il retourne en Angleterre et rejoint les Hammers. En 2010, Hitzlsperger se blesse et est absent pendant cinq mois, et ne fait son retour que fin février 2011 en Coupe d'Angleterre.
Après un court passage au VfL Wolfsburg, il s'engage pour trois mois à Everton le 19 octobre 2012.
Le 3 septembre 2013, ne retrouvant pas la plénitude de ses moyens physiques, Thomas Hitzlsperger est contraint de mettre un terme à sa carrière après avoir joué uniquement 7 matches avec Everton.

### En sélection
Retenu en sélection nationale pour la Coupe des confédérations en 2005, la Coupe du monde en 2006 et pour l'Euro en 2008, Thomas Hitzlsperger est néanmoins souvent remplaçant au sein de la Mannschaft. Il devient progressivement titulaire en sélection au cours de la campagne de qualifications pour le Mondial 2010, au détriment de Torsten Frings. Néanmoins, son faible temps de jeu à la Lazio Rome et ses nombreuses blessures, amènent Joachim Löw à ne pas le sélectionner.
En juin 2010, dans l'optique de réintégrer une place au sein de l'équipe d'Allemagne, il signe pour trois saisons à West Ham.
Objectif atteint, car "Der Hammer" est à nouveau retenu par Joachim Löw pour rencontre le Danemark le 11 août 2010 en amical. Puis, une nouvelle blessure l'écarte à nouveau de la sélection pendant 6 mois. Il quitte le club à la suite de la saison 2012-13.

### Reconversion
Le 12 février 2019, il est nommé directeur sportif du VfB Stuttgart.

### Vie privée
En janvier 2014, il est le premier footballeur allemand de renom à annoncer son homosexualité lors d'une interview au magazine Die Zeit,. Jusqu'en 2007, il a eu une relation de huit ans avec sa copine Inga.

### Buts en sélections
| #  | Date             | Lieu                                     | Adversaire    | Score | Résultats | Compétitions                            |
| -- | ---------------- | ---------------------------------------- | ------------- | ----- | --------- | --------------------------------------- |
| 1. | 6 septembre 2006 | Stadio Olimpico, Serravalle, Saint-Marin | Saint-Marin   | 9-0   | 13-0      | Éliminatoires Euro 2008                 |
| 2. | 6 septembre 2006 | Stadio Olimpico, Serravalle, Saint-Marin | Saint-Marin   | 11-0  | 13-0      | Éliminatoires Euro 2008                 |
| 3. | 6 juin 2007      | AOL Arena, Hambourg, Allemagne           | Slovaquie     | 2-1   | 2-1       | Éliminatoires Euro 2008                 |
| 4. | 17 novembre 2007 | Allianz Arena, Munich, Allemagne         | Chypre        | 4-0   | 4-0       | Éliminatoires Euro 2008                 |
| 5. | 6 février 2008   | Ernst-Happel-Stadion, Vienne, Autriche   | Autriche      | 1-0   | 3-0       | Match amical                            |
| 6. | 6 septembre 2008 | Rheinpark Stadion, Vaduz, Liechtenstein  | Liechtenstein | 5-0   | 6-0       | Éliminatoires de la Coupe du monde 2010 |

## Palmarès
- 52 sélections et 6 buts en équipe d'Allemagne entre 2004 et 2010
- Finaliste de l'Euro 2008 avec l'Allemagne
- Troisième de la Coupe du monde 2006 avec l'Allemagne
- Troisième de la Coupe des confédérations 2005 avec l'Allemagne
- Champion d'Allemagne en 2007 avec le VfB Stuttgart
- Finaliste de la Coupe d'Allemagne en 2007 avec le VfB Stuttgart